# آبي جاكوبس
آبي جاكوبس (بالإنجليزية: Abe Jacobs)‏ هو مصارع هاوي نيوزيلندي، ولد في 1928 في جزر تشاتام في نيوزيلندا.

## وصلات خارجية
- آبي جاكوبس على موقع IMDb (الإنجليزية)